# Stános
Stános är en ort i Grekland.   Den ligger i prefekturen Nomós Aitolías kai Akarnanías och regionen Västra Grekland, i den centrala delen av landet, 240 km väster om huvudstaden Aten. Stános ligger 311 meter över havet och antalet invånare är 1 132.
Terrängen runt Stános är huvudsakligen kuperad, men åt sydost är den bergig. Terrängen runt Stános sluttar västerut. Runt Stános är det ganska glesbefolkat, med 40 invånare per kvadratkilometer. Närmaste större samhälle är Amfilochía, 6,6 km norr om Stános. == Kommentarer ==
1. ↑  Framräknat ur höjduppgifter (DEM 3") från Viewfinder Panoramas.[2] Mer om algoritmen finns här: Användare:Lsjbot/Algoritmer.
2. ↑  Framräknat ur variansen i alla höjduppgifter (DEM 3") från Viewfinder Panoramas, inom 10 km radie.[2] Mer om algoritmen finns här: Användare:Lsjbot/Algoritmer.